# Stiphrornis inexpectatus
Stiphrornis inexpectatus  — вид (или подвид, так как мнения специалистов относительно таксономии самого рода Stiphrornis расходятся) птиц из семейства мухоловковые. Морфологические различия с другими видами рода невелики. Обитают в Африке, на территории Ганы. Обитают в лесах, особенно в подлеске. Питаются насекомыми и их личинками (жуками, муравьями, термитами, гусеницами, паразитическими осами). Практически не мигрируют. Потенциальную угрозу для вида представляет обезлесивание.

## Описание
Длина 11-13 см, вес 12.5-15.4 г.